# Émile Javelle
Ne doit pas être confondu avec Émile Gavelle.
Émile Javelle est un enseignant, écrivain et alpiniste français né le 6 septembre 1847 à Saint-Étienne, dans la Loire, et décédé le 24 avril 1883 à Vevey, en Suisse.

## Biographie
Émile Javelle est le fils de Jean Claude Javelle, photographe, et de Marguerite Eulalie Lidier. Il suit d'abord un apprentissage de photographe, travaillant auprès de son père, installé à Bâle. Il s'établit en 1868 à Vevey, où il enseigne dans un pensionnat, puis dès 1874 il est maître de français au collège de Vevey. Alpiniste expérimenté, Javelle collabore à plusieurs revues de Suisse romande, dans lesquelles il aborde surtout son domaine de prédilection, l'univers alpestre.

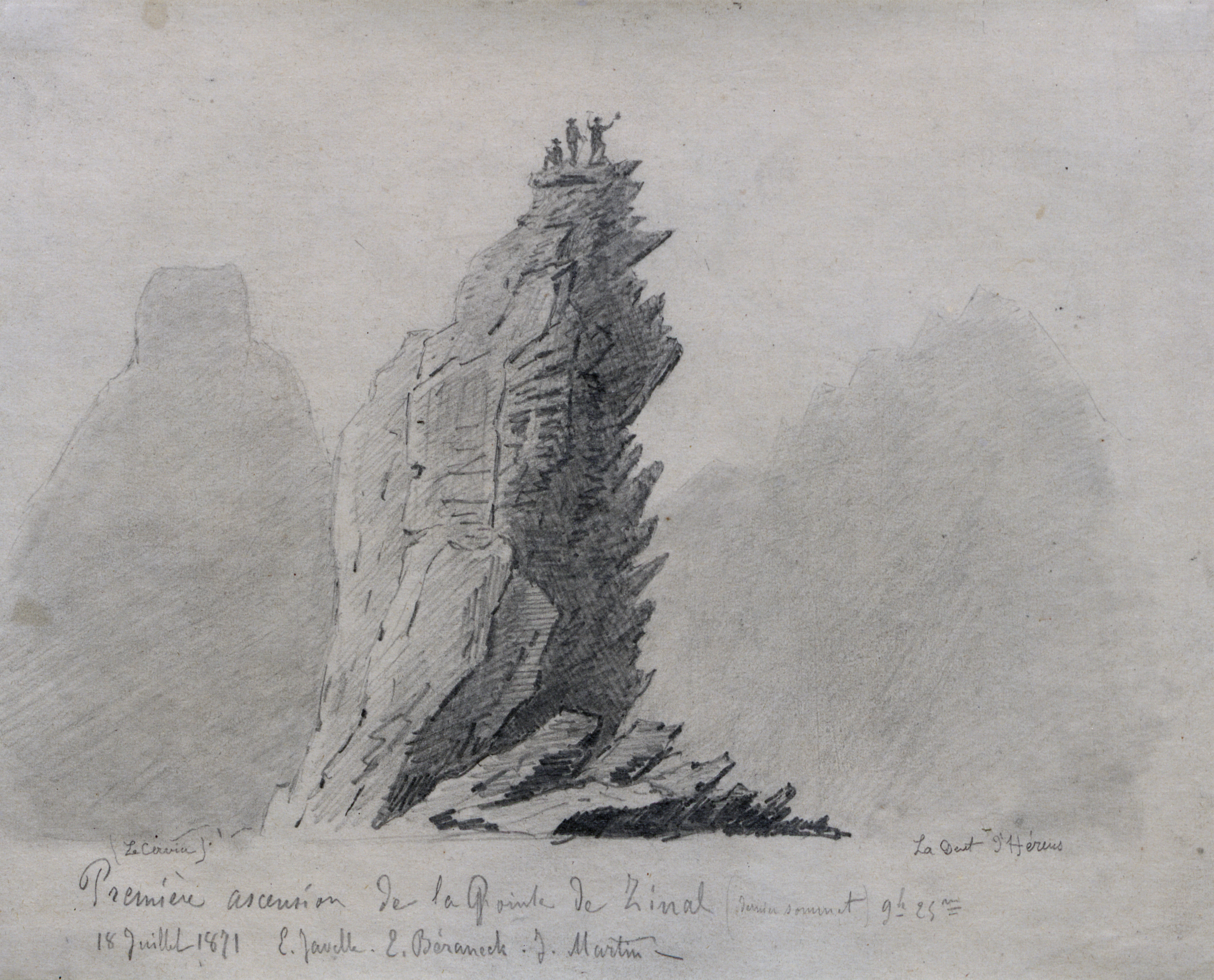
Première ascension de la pointe de Zinal, dessin à la mine de plomb d'Emile Javelle.

Javelle est le premier à parvenir au sommet de la Forteresse, une cime des dents du Midi, en 1870. La même année, il réalise la sixième ascension du Cervin, puis il escalade le mont Blanc en 1872. Une des aiguilles Dorées, l'aiguille Javelle, porte son nom. Il réalise également la première ascension du Tour Noir, de la pointe d'Orny et de la pointe de Zinal. Il a été président de la section des Diablerets du Club alpin suisse entre 1874 et 1875.
Il meurt le 24 mars 1883 de la tuberculose à Vevey,. Un choix de ses textes est réuni et présenté par Eugène Rambert dans un volume publié à titre posthume, Souvenirs d'un alpiniste (1886), réédité plusieurs fois — la dernière parution datant de 2004 — et traduit dans plusieurs langues.

## Œuvre
- Émile Javelle, Souvenirs d'un alpiniste, Lausanne, F. Payot, 1886 (lire en ligne).

### Archives
- Fonds Javelle, Emile (1848-1883) [4 boîtes].  Cote : CH 000225-8 P051. Lausanne : Centre des littératures en Suisse romande (présentation en ligne).